# Peel Viking
La Peel Viking era una vettura basata sulla British Motor Corporation Mini costruita dalla Peel Engineering Company sull'Isola di Man tra il 1966 e il 1967. 

## Contesto
La configurazione 2+2 debuttò in una mostra di auto da corsa nel 1966. Essa utilizzava delle repliche degli sportelli della mini. Il telaio era un monoscocca in fibra di vetro. Le linee della carrozzeria erano in stile fastback. Il motore era da 848 cc, il cambio era un manuale a 4 marce.
Dopo che furono realizzati due prototipi la produzione della vettura fu rilevata da Bill Last, che creò la Viking Performance di Woodbridge per produrla. Così la vettura venne ribattezzata Viking Minisport. Si pensa che ne furono prodotti circa 22 esemplari prima della fine della produzione nel 1967. Nel 1967 la Viking Performance venne assimilata dalla Trident Cars.